# Cataspilates plurilineata
Cataspilates plurilineata är en fjärilsart som beskrevs av W. Warren 1897. Cataspilates plurilineata ingår i släktet Cataspilates och familjen mätare. Inga underarter finns listade i Catalogue of Life.